# Stazione meteorologica di Gela
La stazione meteorologica di Gela è la stazione meteorologica di riferimento per il Servizio meteorologico dell'Aeronautica Militare e per l'Organizzazione meteorologica mondiale, relativa alla città di Gela e alla corrispondente fascia costiera.

## Storia
La stazione meteorologica entrò in funzione in data 1º agosto 1965, con lo scopo di studiare e monitorare il clima della costa meridionale della Sicilia e di svolgere assistenza alla navigazione aerea e marittima, dopo la definitiva chiusura e soppressione, avvenuta il 1º settembre 1959, del preesistente osservatorio meteorologico di Licata, la cui ubicazione era presso il semaforo marittimo della Marina Militare e le cui osservazioni meteorologiche erano gestite anch'esse dal Servizio Meteorologico dell'Aeronautica Militare.
Originariamente, la stazione meteorologica si trovava sul tetto di un edificio residenziale di sette piani situato lungo l'attuale via Tresigallo (già via Romagnoli n. 3); l'appartamento sul cui attico si trovavano le strumentazioni era stato preso in affitto dall'Aeronautica Militare stessa.
La stazione meteorologica fu trasferita presso l'attuale sede nel 1997, incominciando a operare presso la nuova ubicazione a partire dal 19 marzo di quell'anno.

## Caratteristiche
La stazione meteorologica si trova nell'Italia insulare, in Sicilia, in provincia di Caltanissetta, nel comune di Gela, a 33 metri s.l.m., sul tetto di una palazzina di proprietà della Provincia di Caltanissetta, che occupa un'ala dell'auditorium dell'Istituto "Emanuele Morselli".
Oltre a rilevare i dati relativi a temperatura, precipitazioni, pressione atmosferica, umidità relativa, eliofania, direzione e velocità del vento, la stazione è collegata a una boa situata nell'antistante Canale di Sicilia, grazie alla quale è possibile osservare lo stato del mare, l'altezza dell'onda marina, la direzione dell'onda stessa, oltre alla lunghezza e all'altezza dell'onda morta (onda non più soggetta all'azione diretta del vento).

## Medie climatiche ufficiali

### Dati climatologici 1971-2000
In base alle medie climatiche del periodo 1971-2000, la temperatura media del mese più freddo, febbraio, è di +11,8 °C, mentre quella del mese più caldo, agosto, è di +24,6 °C; mediamente si contano zero giorni di gelo all'anno e 10 giorni con temperatura massima uguale o superiore ai +30 °C. I valori estremi di temperatura registrati nel medesimo trentennio sono i 0,0 °C del marzo 1987 e i +41,4 °C del luglio 1982.
Le precipitazioni medie annue si attestano a 368 mm, mediamente distribuite in 45 giorni di pioggia, con minimo in primavera ed estate e moderato picco massimo in autunno-inverno.
L'umidità relativa media annua fa registrare il valore di 74% con minimo di 71% a giugno e massimi di 76% a gennaio, ottobre e dicembre; mediamente si contano 3 giorni di nebbia all'anno.
Di seguito è riportata la tabella con le medie climatiche e i valori massimi e minimi assoluti registrati nel trantennio 1971-2000 e pubblicati nell'Atlante Climatico d'Italia del Servizio meteorologico dell'Aeronautica Militare relativo al medesimo trentennio.
| Gela (1971-2000)                | Mesi        | Mesi        | Mesi        | Mesi        | Mesi        | Mesi        | Mesi        | Mesi        | Mesi        | Mesi        | Mesi        | Mesi        | Stagioni | Stagioni | Stagioni | Stagioni | Anno  |
| Gela (1971-2000)                | Gen         | Feb         | Mar         | Apr         | Mag         | Giu         | Lug         | Ago         | Set         | Ott         | Nov         | Dic         | Inv      | Pri      | Est      | Aut      | Anno  |
| ------------------------------- | ----------- | ----------- | ----------- | ----------- | ----------- | ----------- | ----------- | ----------- | ----------- | ----------- | ----------- | ----------- | -------- | -------- | -------- | -------- | ----- |
| T. max. media (°C)              | 15,0        | 15,0        | 15,9        | 17,8        | 21,3        | 24,5        | 26,4        | 27,4        | 26,1        | 22,9        | 19,3        | 16,3        | 15,4     | 18,3     | 26,1     | 22,8     | 20,7  |
| T. min. media (°C)              | 8,8         | 8,5         | 9,3         | 11,1        | 14,9        | 18,5        | 20,7        | 21,7        | 20,1        | 16,7        | 13,0        | 10,2        | 9,2      | 11,8     | 20,3     | 16,6     | 14,5  |
| T. max. assoluta (°C)           | 22,0 (1972) | 21,6 (1975) | 25,0 (1975) | 27,4 (1998) | 33,4 (1997) | 36,4 (1999) | 41,4 (1982) | 40,0 (2000) | 34,4 (1972) | 32,2 (2000) | 26,2 (1992) | 23,6 (1975) | 23,6     | 33,4     | 41,4     | 34,4     | 41,4  |
| T. min. assoluta (°C)           | 0,8 (1999)  | 2,0 (1993)  | 0,0 (1987)  | 4,6 (1973)  | 7,4 (1987)  | 12,2 (1971) | 14,8 (1975) | 15,6 (1972) | 12,4 (1998) | 9,0 (1974)  | 2,4 (1995)  | 2,6 (1991)  | 0,8      | 0,0      | 12,2     | 2,4      | 0,0   |
| Giorni di calura (Tmax ≥ 30 °C) | 0           | 0           | 0           | 0           | 0           | 2           | 3           | 4           | 1           | 0           | 0           | 0           | 0        | 0        | 9        | 1        | 10    |
| Giorni di gelo (Tmin ≤ 0 °C)    | 0           | 0           | 0           | 0           | 0           | 0           | 0           | 0           | 0           | 0           | 0           | 0           | 0        | 0        | 0        | 0        | 0     |
| Precipitazioni (mm)             | 47,4        | 39,0        | 27,5        | 25,6        | 10,8        | 4,1         | 1,0         | 6,5         | 27,0        | 52,5        | 59,0        | 67,3        | 153,7    | 63,9     | 11,6     | 138,5    | 367,7 |
| Giorni di pioggia               | 6           | 6           | 5           | 4           | 2           | 0           | 0           | 1           | 3           | 5           | 6           | 7           | 19       | 11       | 1        | 14       | 45    |
| Giorni di nebbia                | 0           | 0           | 0           | 1           | 1           | 0           | 1           | 0           | 0           | 0           | 0           | 0           | 0        | 2        | 1        | 0        | 3     |
| Umidità relativa media (%)      | 76          | 75          | 73          | 72          | 72          | 71          | 73          | 74          | 75          | 76          | 75          | 76          | 75,7     | 72,3     | 72,7     | 75,3     | 74    |

### Dati climatologici 1961-1990
In base alla media trentennale di riferimento (1961-1990) per l'Organizzazione meteorologica mondiale, la temperatura media del mese più freddo, gennaio, si attesta a +11,6 °C; quella del mese più caldo, agosto, è di +24,1 °C. Nel medesimo trentennio, la temperatura minima assoluta ha toccato 0,0 °C nel gennaio 1968, nel febbraio 1969 e nel marzo 1987 (media delle minime assolute annue di +3,1 °C), mentre la massima assoluta ha fatto registrare i +41,4 °C nel luglio 1982 (media delle massime assolute annue di +33,3 °C).
La nuvolosità media annua si attesta a 2,7 okta giornalieri, con minimo di 0,8 okta giornalieri a luglio e massimi di 3,7 okta giornalieri a gennaio e a febbraio.
Le precipitazioni medie annue sono scarse, attorno ai 350 mm, distribuite mediamente in 44 giorni, con marcato minimo estivo e picco in autunno-inverno molto contenuto.
L'umidità relativa media annua fa registrare il valore di 75,6% con minimo di 72% a maggio e massimo di 79% a dicembre.
L'eliofania assoluta media annua si attesta a 7,3 ore giornaliere, con massimo di 10,5 ore giornaliere a luglio e minimo di 4,5 ore giornaliere a dicembre.
Il vento presenta una velocità media annua di 4,8 m/s, con minimo di 4,3 m/s a ottobre e massimo di 5,3 m/s ad aprile; le direzioni prevalenti sono di ponente tra novembre e maggio, di libeccio tra giugno e settembre, di grecale a ottobre.
| Gela (1961-1990)                                     | Mesi        | Mesi        | Mesi        | Mesi        | Mesi        | Mesi        | Mesi        | Mesi        | Mesi        | Mesi        | Mesi        | Mesi        | Stagioni | Stagioni | Stagioni | Stagioni | Anno   |
| Gela (1961-1990)                                     | Gen         | Feb         | Mar         | Apr         | Mag         | Giu         | Lug         | Ago         | Set         | Ott         | Nov         | Dic         | Inv      | Pri      | Est      | Aut      | Anno   |
| ---------------------------------------------------- | ----------- | ----------- | ----------- | ----------- | ----------- | ----------- | ----------- | ----------- | ----------- | ----------- | ----------- | ----------- | -------- | -------- | -------- | -------- | ------ |
| T. max. media (°C)                                   | 14,6        | 14,7        | 15,7        | 17,6        | 20,8        | 23,7        | 25,9        | 26,8        | 25,7        | 22,5        | 19,1        | 16,0        | 15,1     | 18,0     | 25,5     | 22,4     | 20,3   |
| T. min. media (°C)                                   | 8,6         | 8,7         | 9,3         | 11,1        | 14,6        | 18,0        | 20,3        | 21,3        | 19,8        | 16,4        | 12,9        | 10,1        | 9,1      | 11,7     | 19,9     | 16,4     | 14,3   |
| T. max. assoluta (°C)                                | 22,0 (1972) | 23,4 (1966) | 25,0 (1975) | 27,0 (1986) | 32,0 (1988) | 34,2 (1982) | 41,4 (1982) | 36,0 (1987) | 34,4 (1972) | 29,0 (1979) | 25,6 (1984) | 23,6 (1975) | 23,6     | 32,0     | 41,4     | 34,4     | 41,4   |
| T. min. assoluta (°C)                                | 0,0 (1968)  | 0,0 (1969)  | 0,0 (1987)  | 3,8 (1967)  | 6,0 (1970)  | 11,0 (1967) | 13,6 (1970) | 15,6 (1972) | 13,0 (1984) | 7,8 (1970)  | 5,4 (1966)  | 1,8 (1967)  | 0,0      | 0,0      | 11,0     | 5,4      | 0,0    |
| Giorni di calura (Tmax ≥ 30 °C)                      | 0           | 0           | 0           | 0           | 0           | 1           | 2           | 2           | 1           | 0           | 0           | 0           | 0        | 0        | 5        | 1        | 6      |
| Giorni di gelo (Tmin ≤ 0 °C)                         | 0           | 0           | 0           | 0           | 0           | 0           | 0           | 0           | 0           | 0           | 0           | 0           | 0        | 0        | 0        | 0        | 0      |
| Nuvolosità (okta al giorno)                          | 3,7         | 3,7         | 3,5         | 3,2         | 2,5         | 1,6         | 0,8         | 1,1         | 2,0         | 2,9         | 3,3         | 3,6         | 3,7      | 3,1      | 1,2      | 2,7      | 2,7    |
| Precipitazioni (mm)                                  | 46,4        | 35,5        | 29,0        | 23,7        | 16,8        | 2,9         | 3,3         | 11,0        | 20,1        | 55,9        | 54,4        | 55,2        | 137,1    | 69,5     | 17,2     | 130,4    | 354,2  |
| Giorni di pioggia                                    | 6           | 6           | 5           | 4           | 2           | 0           | 0           | 1           | 2           | 5           | 6           | 7           | 19       | 11       | 1        | 13       | 44     |
| Umidità relativa media (%)                           | 78          | 76          | 74          | 73          | 72          | 73          | 74          | 76          | 76          | 78          | 78          | 79          | 77,7     | 73       | 74,3     | 77,3     | 75,6   |
| Eliofania assoluta (ore al giorno)                   | 4,7         | 5,5         | 6,6         | 7,3         | 8,6         | 9,5         | 10,5        | 9,6         | 8,3         | 7,0         | 5,7         | 4,5         | 4,9      | 7,5      | 9,9      | 7,0      | 7,3    |
| Radiazione solare globale media (centesimi di MJ/m²) | 888         | 1 211       | 1 680       | 2 127       | 2 561       | 2 746       | 2 815       | 2 515       | 2 033       | 1 473       | 1 005       | 778         | 2 877    | 6 368    | 8 076    | 4 511    | 21 832 |
| Vento (direzione-m/s)                                | W 4,8       | W 4,8       | W 5,1       | W 5,3       | W 4,9       | SW 4,9      | SW 4,6      | SW 4,7      | SW 4,5      | NE 4,3      | W 4,5       | W 4,7       | 4,8      | 5,1      | 4,7      | 4,4      | 4,8    |

## Temperature estreme mensili dal 1961 a oggi
Nella tabella sottostante sono riportate le temperature massime e minime assolute mensili, stagionali e annuali dal 1961 a oggi, con il relativo anno in cui si queste si sono registrate. La massima assoluta del quarantennio esaminato di +41,4 °C risale al luglio 1982, mentre la minima assoluta di 0,0 °C è del gennaio 1968, del febbraio 1969 e del marzo 1987.
| Gela (1961-2023)      | Mesi        | Mesi        | Mesi        | Mesi        | Mesi        | Mesi        | Mesi        | Mesi        | Mesi        | Mesi        | Mesi        | Mesi        | Stagioni | Stagioni | Stagioni | Stagioni | Anno |
| Gela (1961-2023)      | Gen         | Feb         | Mar         | Apr         | Mag         | Giu         | Lug         | Ago         | Set         | Ott         | Nov         | Dic         | Inv      | Pri      | Est      | Aut      | Anno |
| --------------------- | ----------- | ----------- | ----------- | ----------- | ----------- | ----------- | ----------- | ----------- | ----------- | ----------- | ----------- | ----------- | -------- | -------- | -------- | -------- | ---- |
| T. max. assoluta (°C) | 22,0 (1972) | 23,4 (1966) | 27,6 (2001) | 33,2 (2016) | 34,6 (2008) | 38,0 (2021) | 41,4 (1982) | 40,0 (2000) | 34,4 (1972) | 33,0 (2012) | 28,4 (2004) | 23,6 (1975) | 23,6     | 34,6     | 41,4     | 34,4     | 41,4 |
| T. min. assoluta (°C) | 0,0 (1968)  | 0,0 (1969)  | 0,0 (1987)  | 3,8 (1967)  | 6,0 (1970)  | 11,0 (1967) | 13,6 (1970) | 15,6 (1972) | 12,4 (1998) | 7,8 (1970)  | 2,4 (1995)  | 1,8 (1967)  | 0,0      | 0,0      | 11,0     | 2,4      | 0,0  |